# Eugène Mordret
Antoine-Eugène Mordret, né le 24 juin 1830 à Gisors et mort à Évreux le 22 février 1856, est un poète français.

## Biographie
Neveu de Dupont de l’Eure, Eugène Mordret avait été élevé au sein des campagnes de l’Eure, qui avaient développé chez lui dès l’enfance un vif sentiment de la nature. Fils du poète Edmond Mordret, il avait appris la versification de bonne heure et il fit ses premières armes littéraires dans la Revue contemporaine où il fit insérer les Quatre millions de Gustave Kaempfs, roman flamand, t. 27 ; Carlos Verlinch, esquisse de mœurs flamandes, t. 27 ; la Fille du Préteur, poème dramatique, t. 29.
De bonne heure licencié ès lettres, il fut destiné au professorat et envoyé, au début de sa carrière universitaire, à Tourcoing, où, comme l’indique une de ses pièces, il s’ennuya passablement. Béranger et Jules Sandeau, qui estimaient son talent, devinrent ses protecteurs. De Tourcoing, Eugène Mordret fut envoyé, comme professeur de logique, au lycée de la Roche-sur-Yon, où il a écrit ses principaux poèmes. En 1855, à la mort de son père, Mordret obtint un congé d’un an dont il profita pour revenir à Évreux consoler sa digne mère et terminer l’éducation de son jeune frère. Mettant à profit les loisirs que lui laissaient ses pieux devoirs, Eugène Mordret réunit, plus tard, en un recueil toutes ses poésies, sous le titre de Récits poétiques. Déjà la presse accueillait favorablement cette première œuvre du jeune poète qui renfermaient de remarquables morceaux promettant un poète hors ligne. De tous côtés lui venaient des félicitations, lorsqu’il fut prématurément enlevé à la vie, à l’âge de vingt-cinq ans, à la suite d’une fièvre cérébrale. Avant de rendre le dernier soupir, il avait prononcé ces paroles qui résumaient sa vie tout entière : « J’ai aimé Dieu, la Poésie et ma mère ! » Le remarquable talent dont Mordret avait fait preuve dans les œuvres qu’il avait publiées faisant vivement désirer la publication de ses écrits non édités, Jules Sandeau se chargea de faire paraitre quelques-unes, peu de temps après sa mort, dans divers recueils périodiques. Il a laissé d’autres œuvres inédites, quelques pièces de poésie, des mélanges philosophiques et historiques restés à l’état de manuscrit.

## Œuvres
- Récits poétiques, Évreux, Hérissey, 1856, in-12.

## Pour approfondir